# Dinopsyllus kempi
Dinopsyllus kempi är en loppart som beskrevs av Jordan et Rothschild 1913. Dinopsyllus kempi ingår i släktet Dinopsyllus och familjen mullvadsloppor. Inga underarter finns listade i Catalogue of Life.